# Johan Castberg

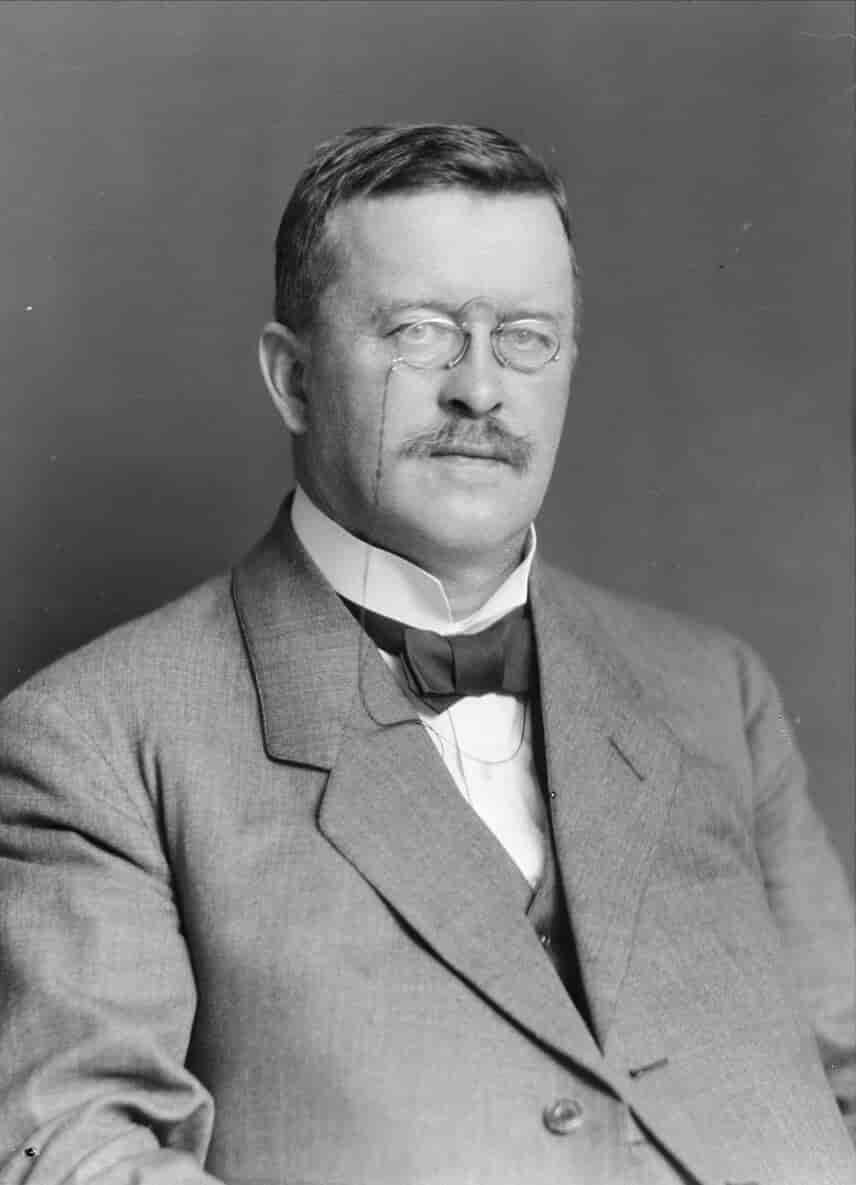
Johan Castberg, 1921

Johan Castberg (* 21. September 1862 in Brevik; † 24. Dezember 1926 in Oslo) war ein norwegischer Richter und Sozialpolitiker. Er war der erste norwegische Sozialminister überhaupt (1913–1914) und hat durch die Einführung der Castbergske barnelover (Castberg-Kindergesetze) den unehelichen Kindern den Anspruch auf das Erbe und den Namen ihres Vaters verschafft. Castberg war schon seit seinen jungen Jahren in der liberalen Bewegung (venstrebevegelsen) aktiv, als  Lokalpolitiker, Parlamentsabgeordneter und Minister, aber vor allem als aktiver Teilnehmer an öffentlichen Debatten. Zu radikal für die Venstre, gründete er 1906 seine eigene Partei Arbeiderdemokratene, die klein blieb, was aber Castbergs politischen Erfolg keineswegs beeinträchtigte: „Obwohl Castberg formell nie die höchsten politischen Ämter bekleidete, hatten nur wenige Menschen so viel Einfluss auf die norwegische Politik in den ersten Jahrzehnten des 20. Jahrhunderts wie er. Er hatte großen Einfluss auf eine Reihe von Gesetzen und Gesetzesvorlagen, darunter das Konzessionsgesetz, das Krankenversicherungsgesetz, das Scheidungsgesetz, das Arbeitsschutzgesetz und das Gesetz über Arbeitskonflikte.“ Seine Tagebücher aus den Jahren 1900–1917 sind eine wichtige Quelle für die politische Geschichte Norwegens in dieser Zeit.

## Familie
Die alte norwegische Familie Castberg hat seit dem 17. Jahrhundert immer wieder prominente Mitglieder hervorgebracht. Johans Großvater Peter Hersleb Harboe Castberg war Pastor und fünfzehn Jahre lang Parlamentsabgeordneter. Johans Vater Johan Christian Tandberg Castberg war Zollbeamter in Brevik und ab 1871 in Skien ansässig. Dort wurde er Bürgermeister, gründete die (2024 noch existierende) Lokalzeitung Varden (wörtlich: Steinmännchen) und saß für die Liberale Partei Venstre zwölf Jahre lang im Parlament.
Johan Christian Tandberg Castberg gründete mit Hanna Magdalena Frisak Ebbesen (1839–1881) eine auch für damalige Verhältnisse kinderreiche Familie. Hintereinander wurden geboren: Peter Harboe (* 1859), Anna Margrete (* 1860), Jørgen Ebbesen (* 1861), Johan (* 1862), Einar (* 1864), Gunnvar (* 1866), Erling (* 1867), Bjarne (* 1871), Hanna (* 1872), Torgrim (* 1874), Leif (* 1876) und Ragnhild (* 1878). Ein weiteres Kind, Sigrun (* 1888), stammt aus einer zweiten Ehe Johan Christians. Mehrere Geschwister von Johan Castberg waren prominent: Hanna Castberg war eine engagierte Frauenrechtlerin und Schriftstellerin. Torgrim Castberg war Geiger und Konzertmeister und gründete 1905 zusammen mit Edvard Grieg die Musikakademie Bergen. Leif Castberg war ein bekannter Rechtsanwalt.
Als junger Jurist in Gjøvik heiratete Johan Castberg am 30. September 1892 in Hamar die etwas jüngere Karen Kathrine Anker (* 14. Januar 1867 in Sagatun; † 27. November 1932 in Oslo). Sie war die Tochter von Herman Anker (1839–1896), der 1864 die erste norwegische Volkshochschule gegründet hatte und von Marie Elisabeth („Mix“) Bojsen (1843–1892). Mit dieser Hochzeit wurde Johan Castberg zum Schwager und guten Freund der Frauenrechtlerin Katti Anker Møller und der Journalistin Ella Anker. Neun Monate später wurde Sohn Frede geboren, das einzige Kind aus dieser Ehe. Frede Castberg wurde der einflussreichste Verfassungsjurist Norwegens des 20. Jahrhunderts mit internationaler Reputation.
Anfang November 1926 wurde Johan Castberg durch ein plötzliches Herz- und Nierenleiden aus seinem intensiven juristischen und politischen Berufsleben gerissen. Nach drei Wochen im Krankenhaus Ullevål lag er – meist bewusstlos – zu Hause und verstarb am Morgen von Heiligabend. Er wurde am 28. Dezember 1926 auf dem Vestre Gravlund beigesetzt.

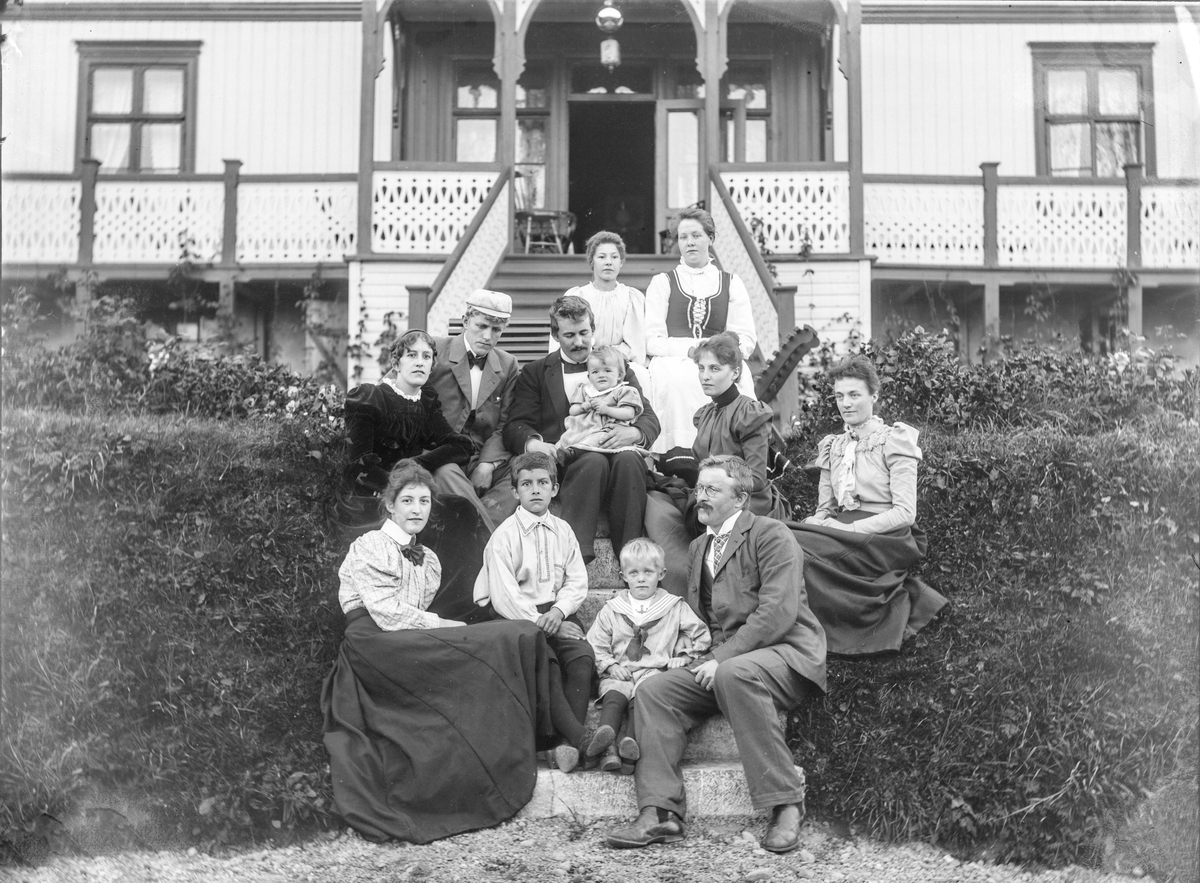
Foto der Familie von Johan Castberg kurz vor 1900: Johan Castberg (unten rechts sitzend), Ehefrau Karen Anker (ganz rechts sitzend), Sohn Frede Castberg (Kind im Matrosenanzug, vorne sitzend). Weiter hinten stehen Johan Castbergs jüngere Brüder Leif Castberg (mit Hut) und Torgrim Castberg (mit einem Kind auf dem Schoß); links von beiden die Schwester Hanna Castberg.

Der private Johan Castberg wird durch seinen Biografen und Verwandten A.St. Castberg so charakterisiert: „Neben seiner vielseitigen und sehr anspruchsvollen Tätigkeit im öffentlichen Leben pflegte Johan Castberg viele Interessen, die in seinem Privatleben zur Geltung kamen, darunter die tiefe Musikalität und ein gutes Cellospiel. Man kann mit Sicherheit sagen, dass Castberg ‚der ideale Ehemann‘ war, der die größte Freude daran hatte, Zeit mit seiner Frau, dem Schlaf und guten Freunden zu verbringen.“
Hinzuzufügen wäre noch, dass er „ein leidenschaftlicher Verfechter der Mäßigung“ war, also der Abstinenzbewegung, und eine dieses Ziel verfolgende avholdsgruppe im Storting leitete.

## Karriere
Johan Castberg besuchte die Lateinschule in Skien und legte 1880 sein Examen artium (Abitur) ab. Danach begann er an der Universität Kristiania ein Studium der Philologie, wechselte aber nach einigen Jahren zu den Rechtswissenschaften. 1884 schloss er das Studium mit dem cand. jur. ab. Von 1885 bis 1887 war er im Finanzministerium als Kopist angestellt. Als er an Demonstrationen gegen die Beschlagnahme des naturalistischen Romans Albertine von Christian Krohg maßgeblich beteiligt war und deshalb von seinem Abteilungsleiter abgemahnt wurde, kündigte er. „Eine Karriere im Ministerium passte […] nicht zu dem energischen, politisch interessierten und ehrgeizigen Mann. Er entschied sich für den Weg des praktischen Anwalts.“

### Juristische Laufbahn
Johan Castberg stieg in seiner fast vierzigjährigen juristischen Karriere vom jungen Rechtsanwalt bis zum Richter am Obersten Gerichtshof auf. Er begann 1887 in Hamar als sakførerfullmektig (Assistenzanwalt). Von 1888 bis 1901 lebte und arbeitete er in Gjøvik als overrettssakfører (Senior-Rechtsanwalt mit dem Klagerecht vor allen Gerichten) und war ab 1890 zusätzlich als Pflichtverteidiger am Berufungsgericht beschäftigt. 1901 wechselte er in den Staatsdienst und war bis 1906 statsadvokat (Staatsanwalt) im Gerichtsbezirk Hedemarkens og Kristians. Von 1906 bis 1924 (unterbrochen durch seine Ministerämter 1908–1910 bzw. 1913–1914) amtierte er als sorenskriver (Stadtrichter) von Toten, Vardal und Biri. (Die Landschaft Toten in Innlandet an der Westseite des Mjøsa-Sees umfasst auch die Gemeinde Gjøvik, in der Vardal und Biri als Siedlungen liegen.) Laut Volkszählung 1910 lebte er im Gemeindehaus von Toten in seiner Dienstwohnung am Undesløs gaard, zusammen mit seiner Frau, dem Assistenten Jørg. Ø. Bugge, und etlichem Hauspersonal. Ab 1924 und zum Zeitpunkt seines Todes war Johan Castberg høyesterettsassessor, d. h. Richter am Obersten Gerichtshof, dem Høgsterett.

### Journalismus
Während seiner Studienzeit und noch als Ministerialbeamter war Johan Castberg auch journalistisch tätig. In den Jahren 1883 und 1884 berichtete er als Zeitungsreporter vom erfolgreichen Amtsenthebungsverfahren (riksrett) gegen die Regierung Christian Selmer, in dessen Folge in Norwegen die parlamentarische Kontrolle der Regierung eingeführt wurde. Von 1882 bis 1887 war Castberg Korrespondent der Zeitung Oplandenes Avis, für die er 1882 und 1885 auch als Redakteur tätig war. Außerdem verfasste er Beiträge für Ringeren, Fortschritte der Kultur und andere Zeitschriften.

### Lokale Politik
„Gleich nach seiner Ankunft in den Städten des Mjøsa-Sees [Hamar, 1887] machte sich Castberg mit seinem leidenschaftlichen politischen Engagement einen Namen. Er lernte die Familie Anker in Sagatun kennen, wo er für seine stundenlangen Selbstgespräche über gesellschaftspolitische und philosophische Themen berüchtigt wurde.“ Während seine spätere Frau Karen nur selten öffentlich auftrat, nahmen seine Schwägerinnen Katti Anker Møller und Ella Anker mit ihm und für gemeinsame Anliegen aktiv an öffentlichen Debatten teil.
Johan Castberg wurde Mitglied des Arbeitervereins (De forenede norske arbeidersamfund), eine Bewegung im Umkreis und mit Einfluss auf die Venstre-Partei, die sich für freie Wahlen und niedrige Zölle einsetzte. Castberg nahm erstmals 1888 als Vertreter des Arbeidersamfund Gjøvik an der zentralen Vereinsversammlung teil. Im selben Jahr schloss er die Vereine von Hedmark und Oppland zu einem gemeinsamen Verband zusammen. Nach einer erneuten Aufteilung 1894 war er bis 1925 Vorsitzender beider Vereine (Kristiansamt bzw. Oppland). Seit 1903 war er außerdem Vorsitzender des zentralen Vorstandes des Arbeitervereins.
Johan Castberg war in der Gemeinde Gjøvik Mitglied des Gemeindepräsidiums (formannskap) (1896–1897), Vorsitzender der Schulbehörde (1895–1900), Vorsitzender der Elektrizitätsgesellschaft (1896–1900) und natürlich auch Vorsitzender des örtlichen Vereins der radikalen Linken (venstreforening).

### Arbeitsrecht und die „Landfrage“
1891–1892 reiste Castberg mit einem öffentlichen Stipendium nach Deutschland, Österreich, England und in die Schweiz, um die arbeits- und sozialrechtlichen Bestimmungen zu studieren. (Bei der Beantragung des Stipendiums war ihm Wollert Konow (1847–1932), der Onkel seiner Ehefrau Karen und ein damaliger politischer Unterstützer der Arbeiterbewegung, behilflich gewesen.) Seine Beobachtungen hielt er in einer Reihe von Berichten fest, die als Parlamentsdokumente gedruckt wurden.
Schon früh setzte sich Castberg für die Landarbeiter ein, aus denen er eine selbständige, finanziell abgesicherte Kleinbauernklasse schaffen wollte. „Für Castberg hatte die Landfrage sowohl eine soziale als auch eine nationale Dimension. Ziel war es, den Landarbeitern und Kleinbauern den Erwerb von eigenem Land und Wohneigentum zu erleichtern.“ Sein öffentlicher Einsatz blieb nicht unbemerkt; 1899 wurde er Vorsitzender des ministeriellen Landrechtsausschusses (departementale jordlovskomite) und reiste noch im selben Jahr nach Dänemark zum Studium der dortigen Verhältnisse. Nach einigen Jahren Arbeit schlug der Ausschuss eine staatliche Bank zur Finanzierung der Bauernhöfe vor, die durch Gesetz vom 9. Juni 1903 als Den Norske Arbeiderbruk- og Boligbank gegründet wurde. 1915 wurde Den Norske Stats Småbruk- og Boligbank als zusätzliche Bank etabliert.
Castbergs Interesse für die „Landfrage“ entsprang nicht nur seinem sozialen Gewissen, sondern auch seiner nationalen Gesinnung: „Der Grundgedanke war, dass ein Kleinbauer, der sein eigenes Land besaß und ein eigenes Haus hatte, auch bereit war, das Land im Falle eines Krieges zu verteidigen. Darüber hinaus bildeten die Kleinbauern ein stabiles soziales Element in einer Zeit, die von zunehmender Distanz und Konfrontation zwischen den sozialen Schichten geprägt war. [… Castberg] war ein Befürworter einer starken Verteidigung, vertrat aber gleichzeitig die Ansicht, dass die Verteidigungsausgaben auf den wohlhabenderen Teil der Bevölkerung abgewälzt werden müssten und dass die Verteidigungsorganisation demokratisiert werden müsse, damit sich die einfachen Menschen mit ihr identifizieren könnten.“

### Abgeordneter zum Storting

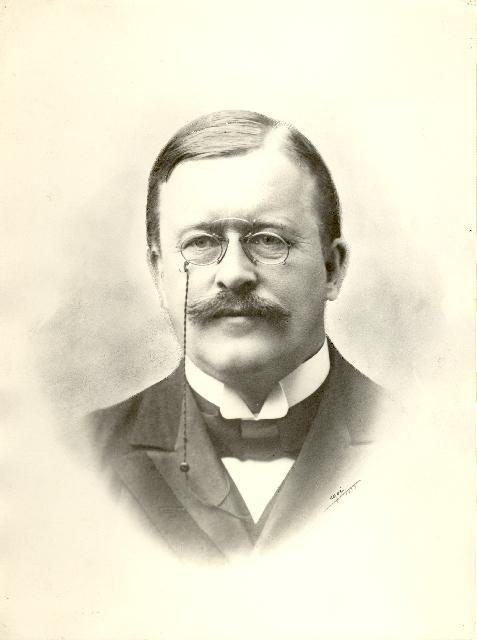
Johan Castberg, 1900

Johan Castberg beteiligte sich bereits in den 1890er Jahren an den Wahlkämpfen zu den Parlamentswahlen, aber erst im Jahre 1900 gelang ihm der Einzug ins Storting als Abgeordneter für den Wahlkreis Kristians amt, für den er 1903 wiedergewählt wurde. 1906 trat er erstmals für seine eigene Partei an, die Arbeiderdemokratene (Arbeiterdemokraten), ab 1921 Radikale folkeparti (Radikale Volkspartei) genannt, und wurde für den Wahlkreis Nordre Gudbrandsdalen gewählt. 1909 verzichtete er auf eine erneute Kandidatur, da er gerade Justizminister geworden war. Von 1912 bis 1921 war für drei Wahlperioden Vertreter von Søndre Gudbrandsdalen und zugleich ab Januar 1913 Präsident des Odelsting, mit einer kurzen Unterbrechung während seiner Zeit als Handels- und später Sozialminister (1913–1914). Das letzte Mal wurde er 1924 gewählt, für den Wahlkreis Oppland, starb jedoch vor dem Ende der Legislaturperiode. (Die Jahreszahlen beziehen sich auf das Jahr der Wahl, die dreijährige Legislaturperiode begann jeweils ein Jahr später. Alle genannten Wahlkreise sind heute Bestandteil des Fylke Innlandet.)
Im Storting unterstützte Castberg den radikalsten Flügel der Liberalen, erklärte aber, auch mit den Sozialisten zusammenarbeiten zu können, obwohl er deren Ansichten über die Ziele der sozialen Entwicklung und ihre antimilitaristische Einstellung nicht teile. „Besessen von einer seltenen Arbeitsfähigkeit, von impulsiver Heißblütigkeit und unerschrockener Geduld, stürzte er sich bald in die parlamentarischen Kämpfe, wo der Streit am heftigsten war. Er wurde zu einem der häufigsten Redner im Parlament, und er hat sich nie gescheut, seinen Standpunkt zu vertreten, auch wenn er Gefahr lief, durch eine leicht fließende Beredsamkeit der Breite der Unterlagen überdrüssig zu werden. Er wollte gehört werden, und es ist ihm gelungen, gehört zu werden.“
Castberg war während seiner ganzen ersten Mitgliedschaft (1900–1908) Mitglied des Sozialausschusses und meistens auch dessen Vorsitzender (1900–1903 bzw. 1906–1908) oder zumindest dessen Sekretär. Während seiner zweiten Mitgliedschaft war er Mitglied des Justizausschusses (Vorsitzender 1914–1915 und 1916–1918). In diesen Jahren wurden die rechtlichen Grundlagen für den modernen Wohlfahrtsstaat Norwegen gelegt, durch große Reformen im Sozial-, Arbeits- und Familienrecht. „Castberg stand von Anfang an im Mittelpunkt dieser Arbeit, und eine Reihe der wichtigen Gesetze aus dieser Zeit wurde vor allem durch sein starkes Engagement vorangetrieben und mit Inhalt gefüllt.“

### Die Auflösung der Union
Im Februar 1905 scheiterten die Verhandlungen des Stortings mit Schweden über die Einführung eigenständiger norwegischer Konsulate und damit erhielten jene Stimmen Zulauf, die eine Auflösung der Union forderten. Christian Michelsen, der Mitbegründer der Samlingspartiet und seit dem 11. März Statsminister (Ministerpräsident), lud auch Johan Castberg zum Eintritt in die Regierung ein, trotz dessen radikaler Haltung in sozialpolitischen Fragen. Ziel war es, einen Schulterschluss herzustellen und in den zu erwartenden schwierigen Verhandlungen einheitlich aufzutreten. Castberg lehnte jedoch ab, da er auf Georg Stang als Verteidigungsminister beharrte, Michelsen sich aber bereits auf Wilhelm Olssøn festgelegt hatte. „In den dramatischen Ereignissen des Sommers und Herbstes 1905 stand Castberg daher gewissermaßen im Abseits, da er sich gegen einige Entscheidungen der Regierung und der Parlamentsmehrheit stellte.“
In den parlamentarischen Verhandlungen war er als Mitglied des damit befassten Sonderausschusses (specialkomite) stark engagiert und „vertrat während des Einigungskrieges eine andere Position als die siegreiche. So war er ein erbitterter Gegner des Karlstader Abkommens und setzte sich für die Einführung der Republik ein.“ In der Stortingdebatte über die künftige Regierungsform Norwegens hielt er am 31. Oktober eine „flammende Rede“ für die Republik und rief dazu auf, am 13. November bei der Volksabstimmung über die Wahl eines Königs mit „Nein“ zu stimmen, „beugte sich jedoch dem Ergebnis der Abstimmung.“ Allerdings legte er im Folgejahr mit der Broschüre Om begivenheterne i 1905 (Über die Ereignisse von 1905), die bei ihrem Erscheinen „große Aufregung und heftige Empörung hervorrief“, seine Kritik an den getroffenen Entscheidungen und seine eigenen Gegenvorschläge erneut der Öffentlichkeit vor.

### Mitglied von Venstre-Regierungen

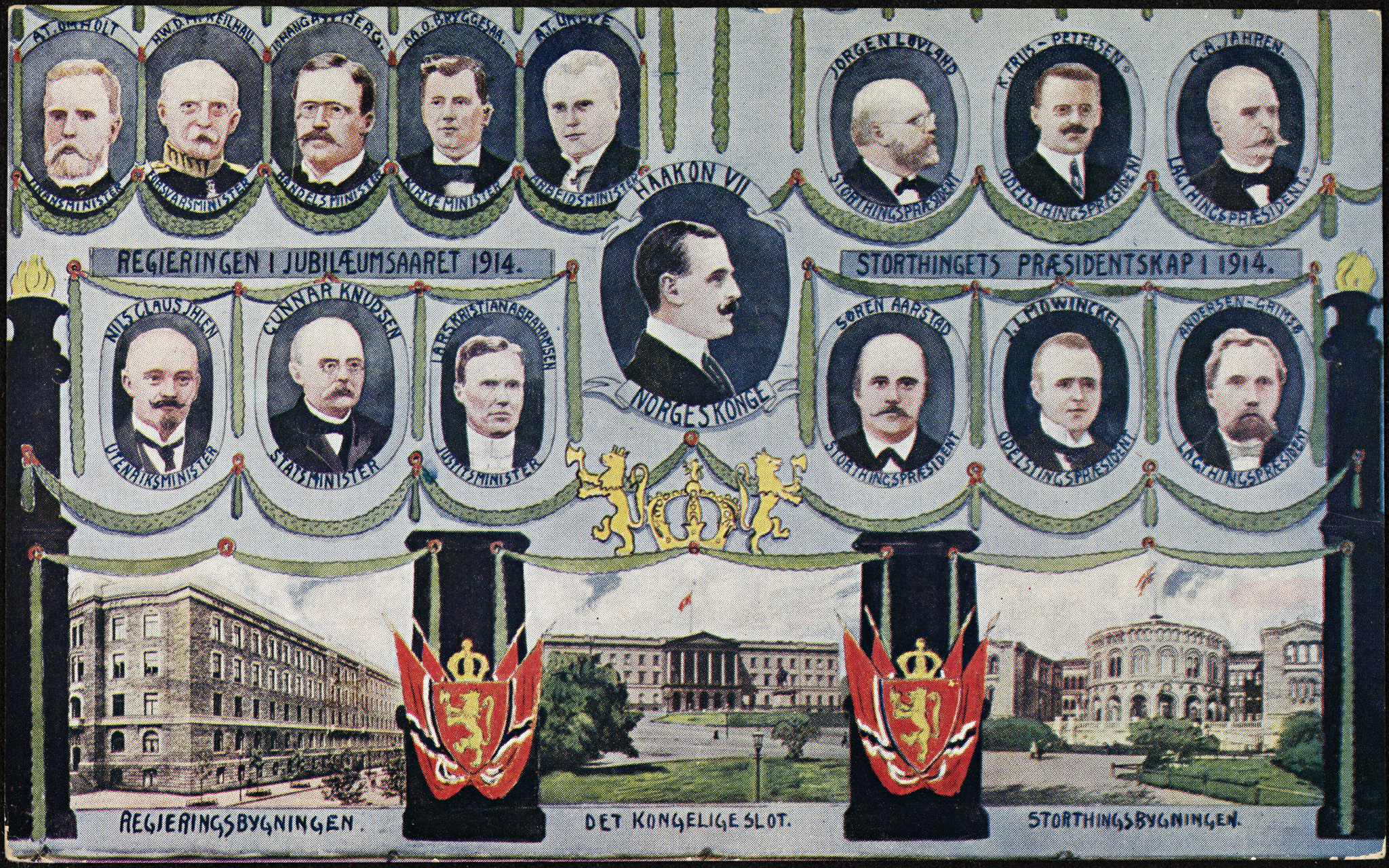
Postkarte eines unbekannten Künstlers aus dem Jubiläumsjahr 1914, mit den Porträts des Königs, der Regierungsmitglieder und der Parlamentspräsidenten. Johan Castberg als Handelsminister in der oberen Reihe, Dritter von links

Johan Castberg spielte bei den Wahlen von 1906 in der Opposition gegen die Regierung Michelsen eine führende Rolle und „wurde zu einem der aggressivsten und unversöhnlichsten Gegner der Samlingspartiet im neuen Parlament.“ Auf seine Initiative hin kam es im Januar 1908 zum Ausschluss jener gemäßigten Abgeordneten aus der Venstre-Fraktion, die bisher Michelsen und später dessen Nachfolger Jørgen Løvland unterstützt hatten. Die verbleibende Konsoliderte venstre, angeführt von Gunnar Knudsen, konnte nach einer Abstimmungsniederlage der Regierung, Regierungskrise und Rücktritt von Løvland, am 18. März 1908 eine neue, radikalere Regierung bilden.
Dieser kurzlebigen Minderheitsregierung, die am 1. Februar 1910 zurücktreten musste, gehörte Johan Castberg als Justizminister an. In den folgenden drei Jahren regierte die konservative Partei Høyre in Koalition mit der Frisinnede Venstre (die von Knudsen ausgeschlossenen Gemäßigten).
Am 31. Januar 1913 kehrte Gunnar Knudsen als Ministerpräsident zurück und konnte für sieben Jahre, allerdings mit wechselnden Mehrheitsverhältnissen, eine Venstre-Regierung leiten. Johan Castberg übernahm erneut ein Ministeramt, zunächst das Handelsministerium und ab 3. Juni 1913 das Sozialministerium. (Der Wechsel war bedingt durch die Auflösung des Handelsministeriums und die Aufteilung dessen Zuständigkeiten zwischen dem neu eingerichteten Sozialministerium und dem Außenministerium.) Wieder amtierte Castberg nur kurz; aufgrund von Meinungsverschiedenheiten mit Knudsen, vor allem in Zollfragen, trat er am 21. April 1914 zurück.

### Castbergske barnelover

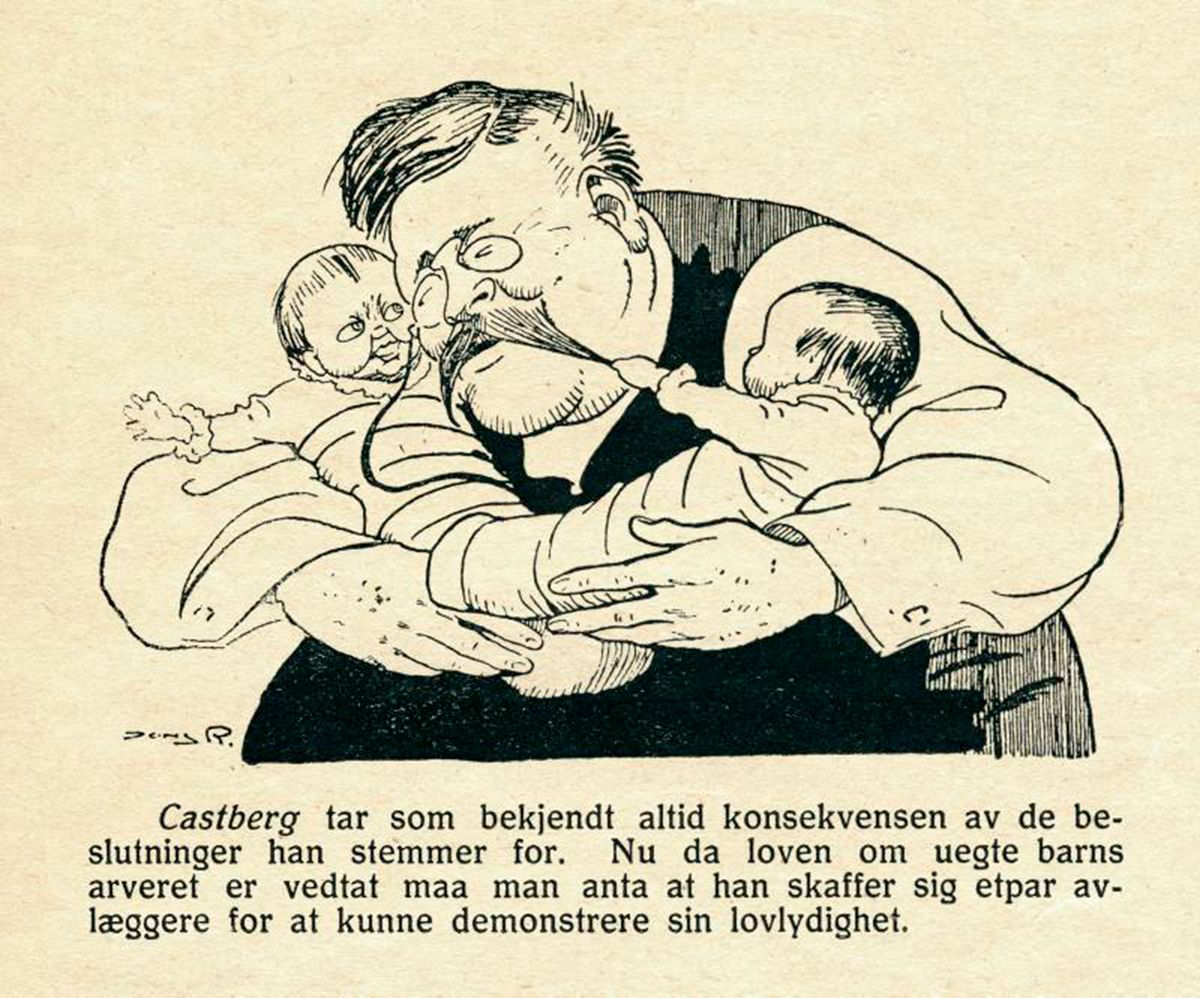
Johan Castberg mit Babys auf dem Arm, karikiert in der Humorzeitschrift Hvepsen im Jahr 1915. Text: „Castberg zieht bekanntlich immer die Konsequenzen aus den Entscheidungen, für die er stimmt. Nach der Verabschiedung des Gesetzes über das Erbrecht nichtehelicher Kinder muss man davon ausgehen, dass er sich ein paar Nachkommen zulegen wird, um seine Gesetzestreue zu demonstrieren.“

Als erster Sozialminister Norwegens bereitete Johan Castberg die später nach ihm benannten Kindergesetze vor, die am 10. April 1915 nach heftigen Debatten im Parlament beschlossen wurden und am 1. Januar 1916 in Kraft traten. Die Gesetze gaben unehelichen Kindern das Recht auf den Namen und das Erbe ihres Vaters und verpflichteten die Gemeinden zur Bevorschussung der Alimente, falls sie vom Vater nicht rechtzeitig entrichtet wurde. Sie wurden von Castberg in enger Zusammenarbeit mit seiner Schwägerin Katti Anker Møller publizistisch vorbereitet.
Castberg hatte sich schon zwanzig Jahre lang für die Familien eingesetzt, für das Wahlrecht der Frauen, für Mutterschaftsgeld und kostenlose Hebammen. Bereits 1901 reiste er nach Dänemark und Dresden, um dort die Einrichtungen zur Betreuung von Pflegekindern zu untersuchen. In seiner Zeit als Justizminister 1909 führte Norwegen ein liberales Scheidungsrecht ein. „Er war der Meinung, dass der Zivilisationsgrad eines Landes an den Rechten von Kindern und Frauen gemessen werden kann.“ Mit Stolz präsentierte er 1910 in London die Errungenschaften seines Landes (die auch die seinen waren) durch Vorträge in der Royal Albert Hall über das Frauenwahlrecht und im University College über die rechtliche Stellung norwegischer Frauen.

### Lizenzvergabe und Arbeitsschutz
Als Justizminister legte Johan Castberg einen Vorschlag vor, der 1909 als Konsesjonslovene (Konzessionsgesetze) vom Parlament beschlossen wurde und den Erwerb von Wasserläufen in Norwegen stark einschränkte. „Damit sollte verhindert werden, dass große ausländische Unternehmen die norwegischen Bodenschätze aufkaufen und kontrollieren.“ Die Regelungen wurden 1917 auf Industrieanlagen erweitert (industrikonsesjonsloven) und sind in abgeänderter Form noch immer relevant.
Castberg forderte aber auch von den Unternehmern soziale Verantwortung auf institutioneller Basis. In der Begründung für ein neues Arbeitsschutzgesetz sagte er 1915: „Das Unternehmen, das seinen Arbeitern keine menschlichen Bedingungen bieten kann, hat kein Recht zu existieren, denn es sind die Menschen, die am wichtigsten sind; nicht um Geld zu verdienen, sondern um den Menschen menschenwürdige Lebensbedingungen zu bieten, und wenn ein Unternehmen das nicht kann, hat es kein Recht zu existieren. Man kann es eine Theorie nennen, wie man will, ich denke, es ist eine richtige Theorie, dass Unternehmen nicht von den Hungerbedingungen der Arbeiter leben dürfen, von unzumutbar langen Arbeitszeiten, kein Unternehmen darf davon leben.“ (zitiert nach )

### Völkerbund

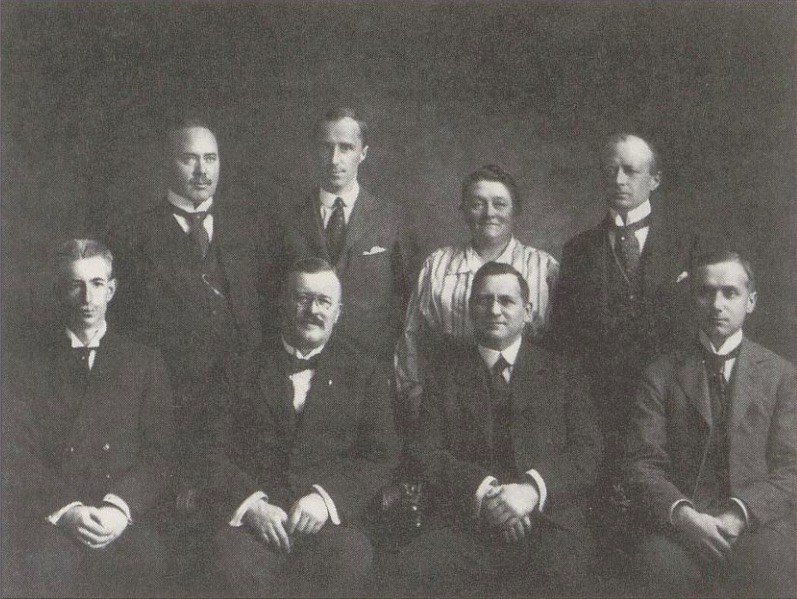
Norwegische Delegation zur International Labour Conference 1919 in Washington. vorne: Jens Teigen, Johan Castberg, Jens Michael Lund, George Wegner Paus; hinten: Jacob Vidnes, Wilhelm Morgenstierne, Betzy Kjelsberg, Christian Erlander.

Nach dem Ersten Weltkrieg war Johan Castberg einer der Gründer und der Stellvertretende Vorsitzende der Norwegischen Vereinigung für den Völkerbund (Den norske forening for Nationernes Liga). Er war Vorsitzender jener Delegation, die 1919 in Paris die norwegischen Einwände gegen den ersten Entwurf des Völkerbundvertrags vorbrachte. Im selben Jahr nahm er auch an der ersten International Labour Conference in Washington teil, als Vorsitzender einer achtköpfigen norwegischen Delegation.

## Fazit
«Man hørte ham sjelden med lyst, men alltid med noe utbytte.»

„Man hörte ihm selten mit Vergnügen zu, aber immer mit einem gewissen Nutzen.“

## Veröffentlichungen
(Quelle: )
- Om almindelig stemmeret. (Über das allgemeine Wahlrecht.) Norges venstreforening, Stavanger 1890 (Digitale Version).
  - Anden Udgave. Dagbladets Bogtrykkeri, Kristiania 1894 (Digitale Version).
- Indberetning om Fabrikinspektør-Institutionen i Schweitz, Tyskland og Østerrige. (Bericht über die Institution der Fabrikinspektoren in der Schweiz, Deutschland und Österreich.) Johannes Bjørnstads Bogtrykkeri, Kristiania 1892 (Digitale Version).
- Om begivenhederne i 1905. (Über die Ereignisse von 1905.) Feilberg & Landmark (Chr. Dybwad), Kristiania 1906 (Digitale Version).
- Lovfæstet mægling og voldgift. (Gesetzliche Schlichtung und Schiedsgerichtsbarkeit.) 1911
- Innstilling angående forholdsregler til motarbeidelse av trust- og kartellmisbruk fra den ved kgl. resolusjon av 29. februar 1916 opnevnte trustkommisjon. (Empfehlung der durch königlichen Erlass vom 29. Februar 1916 eingesetzten Treuhandkommission über Maßnahmen zur Bekämpfung von Treuhand- und Kartellmissbrauch.) Justisdepartementet, Kristiania 1921 (Digitale Version).
- Dagbøker 1900–1917. (Tagebücher 1900–1917.) 2 Bände, posthum. Cappelen, Oslo 1953.
  - Band 1 1900–1905 (Digibok)
  - Band 2 1906–1917 (Digibok)

## Nachlass
Ein handgeschriebenes Tagebuch 1879–1881, handgeschriebene Briefe, Sammelalben und mehr befinden sich in der Manuskriptsammlung der norwegischen Nationalbibliothek (Sammlung Nr. 381).